# Winter-Asienspiele 2025/Teilnehmer (Südkorea)
| Gelbes Symbol für Goldmedaillen mit stilisierten Olympischen Ringen | Graues Symbol für Silbermedaillen mit stilisierten Olympischen Ringen | Braundes Symbol für Bronzemedaillen mit stilisierten Olympischen Ringen |
| ------------------------------------------------------------------- | --------------------------------------------------------------------- | ----------------------------------------------------------------------- |
| 12                                                                  | 13                                                                    | 12                                                                      |

Südkorea nimmt an den Winter-Asienspiele 2025 in Harbin teil.

## Teilnehmer nach Sportarten

### Biathlon
| Athleten              | Wettbewerbe        | Zeit | Fehler | Rang |
| --------------------- | ------------------ | ---- | ------ | ---- |
| Frauen                |                    |      |        |      |
| Mariya Abe            | 10 km Sprint       |      |        |      |
| Jekaterina Awwakumowa | 10 km Sprint       |      |        |      |
| Choi Yoon-ah          | 10 km Sprint       |      |        |      |
| Jung Ju-mi            | 10 km Sprint       |      |        |      |
| Ko Eun-jung           | 10 km Sprint       |      |        |      |
| Lee Hyun-ju           | 10 km Sprint       |      |        |      |
|                       | 4 × 7,5 km Staffel |      |        |      |
| Männer                |                    |      |        |      |
| Choi Du-jin           | 7,5 km Sprint      |      |        |      |
| Heo Seon-hoe          | 7,5 km Sprint      |      |        |      |
| Jung Min-seong        | 7,5 km Sprint      |      |        |      |
| Kang Yoon-jae         | 7,5 km Sprint      |      |        |      |
| Kim Seong-yun         | 7,5 km Sprint      |      |        |      |
|                       | 4 × 6 km Staffel   |      |        |      |

### Curling
| Wettbewerb              | Männer                                                         | Frauen                                                 | Mixed-Doppel                                                                                   |
| ----------------------- | -------------------------------------------------------------- | ------------------------------------------------------ | ---------------------------------------------------------------------------------------------- |
| Athleten                | Lee Jae-beom Kim Hyo-jun Pyo Jeong-min Kim Eun-bin Kim Jin-hun | Gim Eun-ji Kim Min-ji Kim Su-ji Seol Ye-eun Seol Ye-ji | Kim Kyeong-ae Seong Ji-hoon                                                                    |
| Gruppenphase            |                                                                |                                                        | Volksrepublik China (4:6) Philippinen (6:12) Kasachstan (12:0) Kirgisistan (14:3) Katar (14:1) |
| Qualifikationsrunde     |                                                                |                                                        | Hongkong (11:4)                                                                                |
| Halbfinale              |                                                                |                                                        | Volksrepublik China (8:4)                                                                      |
| Finale/Spiel um Platz 3 |                                                                |                                                        | Japan                                                                                          |
| Rang                    |                                                                |                                                        |                                                                                                |

### Eishockey
| Wettbewerb    | Männer |
| ------------- | --- |
| Athleten      | Ahn Jin-hui Ha Jung-ho Jeon Jung-woo Kang Min-wan Kang Yoon-seok Kim Dong-hwan Kim Geon-woo Kim Sang-wook Kim Sang-yeob Kim Si-hwan Kim Won-jun Kong Yu-chan Kwon Hyeon-su Lee Chong-min Lee Hyung-seung Lee Min-jae Lee Moo-young Lee Seung-jae Lee Yeon-seung Lim Dong-kyu Nam Hee-doo Oh In-gyo |
| Gruppenphase  | Chinesisch Taipeh Japan Kasachstan Thailand Volksrepublik China |
| Zwischenrunde | |
| Viertelfinale | |
| Halbfinale    | |
| Finale        | |
| Rang          | |

| Wettbewerb | Frauen |
| ---------- | --- |
| Athleten   | Bae Jeong-yeon Choi Ji-yeon Eom Su-yeon Han Yuan Jung Si-yun Jung Ye-won Kang Na-ra Kang Si-hyun Kim Min-seo Kim Se-lin Lee Cong-min Lee Eun-ji Lee So-jung Park Ji-yoon Park Jong-ah Park Jong-ju Park Ju-yeon Park Min-ae Park Ye-eun Song Hee-o |
| Vorrunde   | Hongkong Chinesisch Taipeh Kasachstan Thailand |
| Hauptrunde | |
| Rang       | |

### Eiskunstlauf
| Athleten       | Wettbewerbe | Kurzprogramm/ Rhythmustanz | Kurzprogramm/ Rhythmustanz | Kür    | Kür  | Gesamt | Gesamt |
| Athleten       | Wettbewerbe | Punkte                     | Rang                       | Punkte | Rang | Punkte | Rang   |
| -------------- | ----------- | -------------------------- | -------------------------- | ------ | ---- | ------ | ------ |
| Frauen         |             |                            |                            |        |      |        |        |
| Kim Chae-yeon  | Einzel      |                            |                            |        |      |        |        |
| Kim Seo-young  | Einzel      |                            |                            |        |      |        |        |
| Männer         |             |                            |                            |        |      |        |        |
| Cha Jun-hwan   | Einzel      |                            |                            |        |      |        |        |
| Kim Hyun-gyeom | Einzel      |                            |                            |        |      |        |        |

### Eisschnelllauf
| Athleten       | Wettbewerb | Zeit | Rang |
| -------------- | ---------- | ---- | ---- |
| Frauen         |            |      |      |
| Jeong Yu-na    |            |      |      |
|                |            |      |      |
| Kang Soo-min   |            |      |      |
|                |            |      |      |
| Kim Eun-seo    |            |      |      |
|                |            |      |      |
| Kim Kyoung-ju  |            |      |      |
|                |            |      |      |
| Kim Min-ji     |            |      |      |
|                |            |      |      |
| Kim Min-sun    |            |      |      |
|                |            |      |      |
| Kim Yoon-ji    |            |      |      |
|                |            |      |      |
| Lee Na-hyun    |            |      |      |
|                |            |      |      |
| Park Chae-eun  |            |      |      |
|                |            |      |      |
| Park Ji-woo    |            |      |      |
|                |            |      |      |
| Männer         |            |      |      |
| Cha Min-kyu    |            |      |      |
|                |            |      |      |
| Cho Sang-hyeok |            |      |      |
|                |            |      |      |
| Chung Jae-won  |            |      |      |
|                |            |      |      |
| Kim Jun-ho     |            |      |      |
|                |            |      |      |
| Kim Tae-yun    |            |      |      |
|                |            |      |      |
| Koo Kyung-min  |            |      |      |
|                |            |      |      |
| Lee Seung-hoon |            |      |      |
|                |            |      |      |
| Oh Hyun-min    |            |      |      |
|                |            |      |      |
| Park Sang-eon  |            |      |      |
|                |            |      |      |
| Wang Ho-jun    |            |      |      |
|                |            |      |      |

### Freestyle-Skiing
| Athleten        | Wettbewerbe | Qualifikation | Qualifikation | Finale | Finale | Rang |
| Athleten        | Wettbewerbe | Punkte        | Rang          | Punkte | Rang   | Rang |
| --------------- | ----------- | ------------- | ------------- | ------ | ------ | ---- |
| Frauen          |             |               |               |        |        |      |
| Jang Yu-jin     |             |               |               |        |        |      |
|                 |             |               |               |        |        |      |
| Lee So-young    |             |               |               |        |        |      |
|                 |             |               |               |        |        |      |
| Shin Hye-rin    |             |               |               |        |        |      |
|                 |             |               |               |        |        |      |
| Männer          |             |               |               |        |        |      |
| Brendon Choi    |             |               |               |        |        |      |
|                 |             |               |               |        |        |      |
| Lee Seo-jun     |             |               |               |        |        |      |
|                 |             |               |               |        |        |      |
| Lee Seung-hun   |             |               |               |        |        |      |
|                 |             |               |               |        |        |      |
| Lim Yeon-ju     |             |               |               |        |        |      |
|                 |             |               |               |        |        |      |
| Moon Hee-sung   |             |               |               |        |        |      |
|                 |             |               |               |        |        |      |
| Shin Dong-ho    |             |               |               |        |        |      |
|                 |             |               |               |        |        |      |
| Shin Yeong-seop |             |               |               |        |        |      |
|                 |             |               |               |        |        |      |
| Yoon Jong-hyun  |             |               |               |        |        |      |
|                 |             |               |               |        |        |      |

### Shorttrack
| Athleten       | Wettbewerb | Vorläufe     | Vorläufe | Viertelfinale | Viertelfinale | Halbfinale | Halbfinale | Finale A/B | Finale A/B | Rang |
| Athleten       | Wettbewerb | Zeit         | Rang     | Zeit          | Rang          | Zeit       | Rang       | Zeit       | Rang       | Rang |
| -------------- | ---------- | ------------ | -------- | ------------- | ------------- | ---------- | ---------- | ---------- | ---------- | ---- |
| Frauen         |            |              |          |               |               |            |            |            |            |      |
| Choi Min-jeong | 500 m      | 43,321 GR    | 1        |               |               |            |            |            |            |      |
| Choi Min-jeong | 1000 m     | 1:31,643 min | 1        |               |               |            |            |            |            |      |
| Choi Min-jeong | 1500 m     | 2:31,808 min | 1        |               |               |            |            |            |            |      |
| Kim Gil-li     | 500 m      | 44,644 s     | 1        |               |               |            |            |            |            |      |
| Kim Gil-li     | 1000 m     | 1:37,829 min | 1        |               |               |            |            |            |            |      |
| Kim Gil-li     | 1500 m     | 2:43,771 min | 1        |               |               |            |            |            |            |      |
| Lee So-yeon    | 500 m      | 43,817 s     | 2        |               |               |            |            |            |            |      |
| Shim Suk-hee   | 1000 m     | 1:35,014 min | 1        |               |               |            |            |            |            |      |
| Shim Suk-hee   | 1500 m     | 2:34,927 min | 2        |               |               |            |            |            |            |      |
| Kim Geon-hee   |            |              |          |               |               |            |            |            |            |      |
| Noh Do-hee     |            |              |          |               |               |            |            |            |            |      |
| Männer         |            |              |          |               |               |            |            |            |            |      |
| Jang Sun-woo   | 500 m      | 42,258 s     | 1        |               |               |            |            |            |            |      |
| Jang Sun-woo   | 1000 m     | 1:26,699 min | 1        |               |               |            |            |            |            |      |
| Kim Gun-woo    | 1000 m     | 1:29,187 min | 1        |               |               |            |            |            |            |      |
| Kim Gun-woo    |            |              |          |               |               |            |            |            |            |      |
| Kim Tae-sung   | 500 m      | 41,404 s     | 1        |               |               |            |            |            |            |      |
| Kim Tae-sung   |            |              |          |               |               |            |            |            |            |      |
| Lee Jung-su    |            |              |          |               |               |            |            |            |            |      |
|                |            |              |          |               |               |            |            |            |            |      |
| Park Jang-hyuk |            |              |          |               |               |            |            |            |            |      |
|                |            |              |          |               |               |            |            |            |            |      |
| Park Ji-won    | 500 m      | 41,461 s     | 1        |               |               |            |            |            |            |      |
| Park Ji-won    | 1000 m     | 1:25,419 min | 1        |               |               |            |            |            |            |      |
| Mixed          |            |              |          |               |               |            |            |            |            |      |
|                | Staffel    |              |          |               |               |            |            |            |            |      |

### Ski Alpin
| Athleten        | Wettbewerbe | 1. Lauf | 1. Lauf | 2. Lauf | 2. Lauf | Gesamt      | Gesamt |
| Athleten        | Wettbewerbe | Zeit    | Rang    | Zeit    | Rang    | Zeit        | Rang   |
| --------------- | ----------- | ------- | ------- | ------- | ------- | ----------- | ------ |
| Frauen          |             |         |         |         |         |             |        |
| Choi Tae-hee    | Slalom      | DNF     | DNF     | DNF     | DNF     | DNF         | DNF    |
| Gim So-hui      | Slalom      | 47,85 s | 2       | 46,21 s | 1       | 1:34,06 min | Silber |
| Lee Min-seo     | Slalom      | 51,26 s | 8       | 49,96 s | 7       | 1:41,22 min | 7      |
| Park Seo-yun    | Slalom      | 50,55 s | 7       | 49,50 s | 6       | 1:40,05 min | 6      |
| Männer          |             |         |         |         |         |             |        |
| Hong Dong-Kwang | Slalom      | 45,05 s | 4       | DNF     | DNF     | DNF         | DNF    |
| Jung Dong-hyun  | Slalom      | 45,01 s | 2       | 44,08 s | 2       | 1.29,09 min | Silber |
| Jung Min-sik    | Slalom      | 45,32 s | 7       | 44,85 s | 5       | 1:30,17 min | 5      |
| Park Je-yun     | Slalom      | 45,10 s | 5       | 44,43 s | 3       | 1:29,53 min | 4      |

### Skibergsteigen
| Athleten      | Wettbewerbe | Qualifikation | Qualifikation | Vorlauf | Vorlauf | Halbfinale | Halbfinale | Finale | Finale | Rang |
| Athleten      | Wettbewerbe | Zeit          | Rang          | Zeit    | Rang    | Zeit       | Rang       | Zeit   | Rang   | Rang |
| ------------- | ----------- | ------------- | ------------- | ------- | ------- | ---------- | ---------- | ------ | ------ | ---- |
| Frauen        |             |               |               |         |         |            |            |        |        |      |
| Jeong Ye-ji   | Sprint      |               |               |         |         |            |            |        |        |      |
| Kim Ha-na     | Sprint      |               |               |         |         |            |            |        |        |      |
| Kim Mee-jin   | Sprint      |               |               |         |         |            |            |        |        |      |
| Männer        |             |               |               |         |         |            |            |        |        |      |
| Gu Gyo-jeong  | Sprint      |               |               |         |         |            |            |        |        |      |
| Jung Jae-won  | Sprint      |               |               |         |         |            |            |        |        |      |
| Oh Young-Hwan | Sprint      |               |               |         |         |            |            |        |        |      |
| Mixed         |             |               |               |         |         |            |            |        |        |      |
|               | Staffel     |               |               | —       | —       | —          | —          |        |        |      |

### Skilanglauf
| Athleten       | Wettbewerbe | Zeit | Rang |
| -------------- | ----------- | ---- | ---- |
| Frauen         |             |      |      |
| Han Da-som     |             |      |      |
| Je Sang-mi     |             |      |      |
| Lee Eui-jin    |             |      |      |
| Lee Ji-ye      |             |      |      |
| Männer         |             |      |      |
| Byun Ji-yeong  |             |      |      |
| Jeong Jong-won |             |      |      |
| Lee Geon-yong  |             |      |      |
| Lee Jin-bok    |             |      |      |
| Lee Joon-seo   |             |      |      |

| Athleten       | Wettbewerbe      | Qualifikation | Qualifikation | Viertelfinale | Viertelfinale | Halbfinale | Halbfinale | Finale | Finale | Rang |
| Athleten       | Wettbewerbe      | Zeit          | Rang          | Zeit          | Rang          | Zeit       | Rang       | Zeit   | Rang   | Rang |
| -------------- | ---------------- | ------------- | ------------- | ------------- | ------------- | ---------- | ---------- | ------ | ------ | ---- |
| Frauen         |                  |               |               |               |               |            |            |        |        |      |
| Han Da-som     | Sprint klassisch |               |               |               |               |            |            |        |        |      |
| Je Sang-mi     | Sprint klassisch |               |               |               |               |            |            |        |        |      |
| Lee Eui-jin    | Sprint klassisch |               |               |               |               |            |            |        |        |      |
| Lee Ji-ye      | Sprint klassisch |               |               |               |               |            |            |        |        |      |
| Männer         |                  |               |               |               |               |            |            |        |        |      |
| Byun Ji-yeong  | Sprint klassisch |               |               |               |               |            |            |        |        |      |
| Jeong Jong-won | Sprint klassisch |               |               |               |               |            |            |        |        |      |
| Lee Geon-yong  | Sprint klassisch |               |               |               |               |            |            |        |        |      |
| Lee Jin-bok    | Sprint klassisch |               |               |               |               |            |            |        |        |      |
| Lee Joon-seo   | Sprint klassisch |               |               |               |               |            |            |        |        |      |

### Snowboard
| Athleten       | Wettbewerbe | Qualifikation | Qualifikation | Finale | Finale | Rang   |
| Athleten       | Wettbewerbe | Punkte        | Rang          | Punkte | Rang   | Rang   |
| -------------- | ----------- | ------------- | ------------- | ------ | ------ | ------ |
| Frauen         |             |               |               |        |        |        |
| Choi Seo-woo   | Slopestyle  | —             | —             | 20,25  | 7      | 7      |
| Choi Seo-woo   |             |               |               |        |        |        |
| Heo Young-hyun |             |               |               |        |        |        |
|                |             |               |               |        |        |        |
| Lee Na-yoon    |             |               |               |        |        |        |
|                |             |               |               |        |        |        |
| Yu Seung-eun   | Slopestyle  | —             | —             | 58,25  | 5      | 5      |
| Yu Seung-eun   |             |               |               |        |        |        |
| Männer         |             |               |               |        |        |        |
| Kang Dong-hun  | Slopestyle  | 60,50         | 5             | 74,00  | 3      | Bronze |
| Kang Dong-hun  |             |               |               |        |        |        |
| Kim Geon-hui   |             |               |               |        |        |        |
|                |             |               |               |        |        |        |
| Kim Kang-san   |             |               |               |        |        |        |
|                |             |               |               |        |        |        |
| Lee Chae-un    | Slopestyle  | 89,50         | 2             | 90,00  | 1      | Gold   |
| Lee Chae-un    |             |               |               |        |        |        |
| Lee Dong-heon  | Slopestyle  | DNS           | DNS           | DNS    | DNS    | DNS    |
| Lee Dong-heon  |             |               |               |        |        |        |
| Lee Ji-o       |             |               |               |        |        |        |
|                |             |               |               |        |        |        |